# Pamphilites
Pamphilites là một chi bướm ngày thuộc họ Bướm nâu.